# Noémie dit oui
Pour plus de détails, voir Fiche technique et Distribution.
Noémie dit oui est un film québécois écrit et réalisé par Geneviève Albert sorti en 2022.

## Synopsis
Une adolescente abandonnée par sa mère fugue de son centre jeunesse et plonge malgré elle dans la prostitution durant la fin de semaine du Grand Prix automobile du Canada à Montréal.

## Fiche technique
Source : Rendez-vous Québec Cinéma
- Titre original : Noémie dit oui
- Réalisation : Geneviève Albert
- Scénario : Geneviève Albert
- Musique : Frannie Holder
- Direction artistique : Ludovic Dufresne
- Costumes : Renée Sawtelle
- Maquillage : Virginie Bachand
- Coiffure : Virginie Bachand
- Photographie : Léna Mill-Reuillard
- Son : Dominik Heizmann
- Montage image : Amélie Labrèche
- Montage sonore : Sylvain Bellemare
- Production : Patricia Bergeron
- Société de production : Productions Leitmotiv
- Société de distribution : K-Films Amérique (Canada)
- Budget : 1,5 - 2,5 millions $ CA[2]
- Pays de production :  Canada
- Langue originale : français
- Format : couleur
- Genre : drame
- Durée : 113 minutes
- Dates de sortie :
  - Canada : 20 avril 2022 (première mondiale en ouverture de la 40e édition des Rendez-vous Québec Cinéma)[3]
  - Canada : 29 avril 2022 (sortie en salle au Québec)
  - France : 26 avril 2023 (sortie nationale)
- Classification :
  - France : Tout public avec avertissement lors de sa sortie en salles.
  - Québec : 16 ans et plus[4]

## Distribution
- Kelly Depeault : Noémie
- Emi Chicoine : Léa
- Maxime Gibeault : Slim
- James-Edward Métayer : Zach
- Myriam DeBonville : Édith
- Joanie Martel : Brigitte
- Fayolle Jean Jr. : Tarik

## Récompenses
- Festival du Film Francophone d'Angoulême 2022 : prix du jury des étudiants francophone et mention spéciale du jury pour Kelly Depault
- Tournai Ramdam Festival 2023 : Prix du film le plus dérangeant